# Jean-Marie Rausch
Jean-Marie Rausch (ur. 24 września 1929 w Sarreguemines, zm. 5 stycznia 2024) – francuski polityk, menedżer i samorządowiec, wieloletni mer Metz, senator, w latach 1988–1991 minister.

## Życiorys
Kształcił się w szkole rolniczej École française de meunerie w Paryżu. Początkowo pracował w biurze projektowym, później w latach 1953–1976 zarządzał przedsiębiorstwem młynarskim w Woippy. Obejmował różne funkcje w organizacjach gospodarczych na poziomie departamentu.
W latach 70. i 80. był radnym departamentu Mozela, od 1979 do 1982 przewodniczył radzie generalnej. W latach 1974–1992 zasiadał w radzie Lotaryngii, od 1982 pełnił funkcję przewodniczącego tego gremium. W latach 1971–2008 przez sześć kadencji sprawował urząd mera Metz.
W latach 1974–1988 i 1992–2001 był członkiem Senatu, pod koniec wykonywania mandatu należał do grupy RDSE, skupiającej senatorów związanych z historycznym nurtem radykalnym. W czerwcu 1988 został ministrem handlu zagranicznego, urząd sprawował do maja 1991, w lipcu 1990 krótko odpowiadał też za turystykę. Następnie do października 1992 był ministrem delegowanym (wiceministrem) przy ministrze gospodarki i finansów, odpowiadając najpierw za pocztę i telekomunikację, następnie za handel i rzemiosło.
Odznaczony Legią Honorową V klasy (2002).